# Viatge de final de curs: Mallorca
Viatge de final de curs: Mallorca (títol original en castellà, Viaje de fin de curso: Mallorca) és una pel·lícula espanyola de comèdia de 2025, dirigida per Paco Caballero i escrita per Eric Navarro i Natalia Durán. És protagonitzada per Yolanda Ramos. Es va estrenar a Prime Video  al 30 de maig de 2025. S'ha doblat i subtitulat al català.

## Trama
El 2021, després del confinament per la pandèmia del coronavirus, una classe de batxillerat, formada per un grup d'estudiants i les seves dues professores, organitzen un viatge de fi de curs a Mallorca. No obstant això, un nou brot de coronavirus impedeix al grup poder sortir de l'hotel.

## Repartiment
- Yolanda Ramos
- Berta Castañé com a Gala[4]
- Sara Vidorreta com a Nicky[4]
- Claudia Roset com a Sam[4]
- Nadia Vilaplana com a Rebecca[4]
- Diego Garisa com a Mario[4]
- Benja Botía
- Aiden Botía
- Martí Cordero

## Producció
El 15 de febrer de 2024, Prime Video va anunciar que el rodatge de la seva pròxima pel·lícula original, Viatge de final de curs:, havia començat i era produït per Zeta Studios. Es va confirmar que Paco Caballero n'era el director, mentre que Eric Navarro i Natalia Durán serien els guionistes. Yolanda Ramos, Berta Castañé, Sara Vidorreta, Claudia Roset, Nadia Vilaplana, Diego Garisa, Martí Cordero, Benja Botía i Aiden Botía serien els intèrprets protagonistes de la pel·lícula. El concepte de la pel·lícula està inspirat en un viatge d'estudis real a Mallorca, quan el govern va ordenar el confinament dels més de 200 estudiants dins de l'hotel en el qual s'allotjaven per ser contactes estrets, cosa que va provocar la fugida de tres dels estudiants a les seves ciutats d'origen.
A principis de maig de 2025, es va anunciar que el títol de la pel·lícula s'ampliaria a Viatge de final de curs: Mallorca.

## Estrena i màrqueting
L'1 de maig de 2025, Prime Video va programar l'estrena de Viatge de final de curs: Mallorca per al 30 de maig de 2025. El 21 de maig de 2025, es va llançar el tràiler del film.